# Kloster Valparaíso
Das Kloster Valparaíso (lateinisch Vallis Paradisi, spanisch Monasterio de Nuestra Señora de Valparaíso) ist eine inzwischen verschwundene ehemalige Zisterzienserabtei an der Via de la Plata zwischen dem zur Gemeinde Corrales del Vino gehörenden Weiler Peleas de Arriba und dem Ort El Cubo de Tierra del Vino im Süden der Provinz Zamora in Kastilien-León in Spanien.

## Geschichte
Das Kloster soll im Jahr 1137 aus einer Pilgerherberge hervorgegangen sein; es unterstellte sich wohl auf Veranlassung von König Alfons VII. von Kastilien im Jahr 15 Jahre später der Primarabtei Clairvaux des Zisterzienserordens. In dem Kloster wurde im Jahr 1199 König Ferdinand III. von Kastilien geboren. Während der Klosteraufhebung (Desamortsation) zur Zeit der Regierung von Juan Álvarez Mendizábal wurde das Kloster im Jahr 1836 aufgelöst. Anschließend ist es verschwunden; nur ein Denkmal erinnert an seine Existenz.